# Hermeville
Cet article possède un paronyme, voir Hermaville.
Hermeville est une commune française située dans le département de la Seine-Maritime en région Normandie.

## Géographie

### Localisation
| Turretot          | Criquetot-l'Esneval |                     |
| Notre-Dame-du-Bec | Hermeville          | Vergetot            |
|                   | Manéglise           | Angerville-l'Orcher |

Hermeville est un village du pays de Caux, situé dans le canton de Criquetot-l'Esneval en Seine-Maritime. Hermeville est entouré par Angerville-l'Orcher, Notre-Dame-du-Bec, Saint-Sauveur-d'Émalleville, Turretot et Vergetot.

### Hydrographie
La commune est située dans le bassin Seine-Normandie. Elle n'est drainée par aucun cours d'eau,.

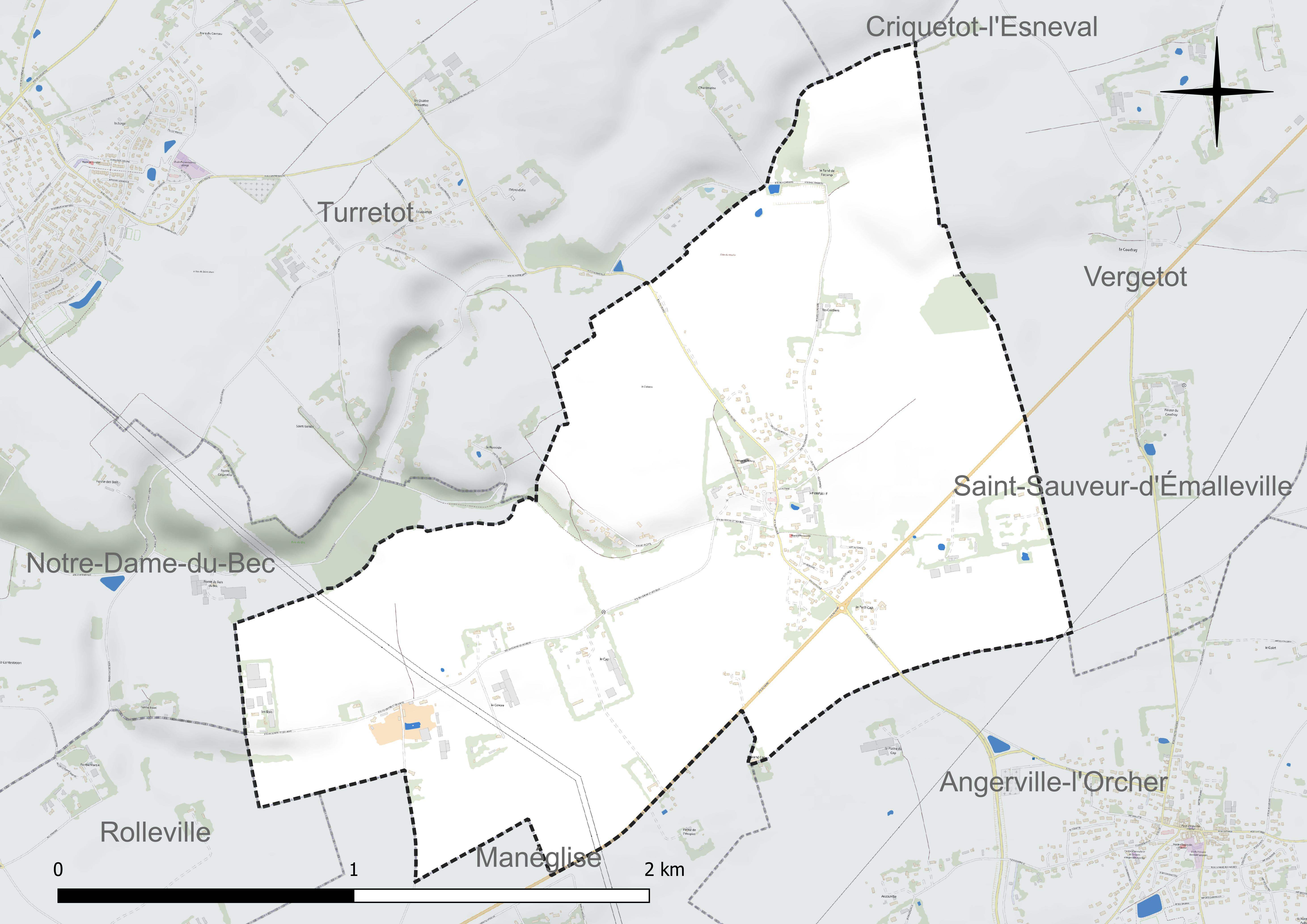
Réseau hydrographique d'Hermeville.

### Climat
Pour des articles plus généraux, voir Climat de la Normandie et Climat de la Seine-Maritime.
En 2010, le climat de la commune est de type climat océanique franc, selon une étude du CNRS s'appuyant sur une série de données couvrant la période 1971-2000. En 2020, Météo-France publie une typologie des climats de la France métropolitaine dans laquelle la commune est exposée à un climat océanique et est dans la région climatique Côtes de la Manche orientale, caractérisée par un faible ensoleillement (1 550 h/an) ; forte humidité de l’air (plus de 20 h/jour avec humidité relative > 80 % en hiver), vents forts fréquents. Parallèlement le GIEC normand, un groupe régional d’experts sur le climat, différencie quant à lui, dans une étude de 2020, trois grands types de climats pour la région Normandie, nuancés à une échelle plus fine par les facteurs géographiques locaux. La commune est, selon ce zonage, exposée à un « climat maritime », correspondant au Pays de Caux, frais, humide et pluvieux, légèrement plus frais que dans le Cotentin.
Pour la période 1971-2000, la température annuelle moyenne est de 10,3 °C, avec une amplitude thermique annuelle de 13 °C. Le cumul annuel moyen de précipitations est de 985 mm, avec 13,5 jours de précipitations en janvier et 8,8 jours en juillet. Pour la période 1991-2020, la température moyenne annuelle observée sur la station météorologique la plus proche, située sur la commune de Octeville-sur-Mer à 11 km à vol d'oiseau, est de 11,5 °C et le cumul annuel moyen de précipitations est de 790,7 mm,. Pour l'avenir, les paramètres climatiques de la commune estimés pour 2050 selon différents scénarios d’émission de gaz à effet de serre sont consultables sur un site dédié publié par Météo-France en novembre 2022.

## Urbanisme

### Typologie
Au 1er janvier 2024, Hermeville est catégorisée commune rurale à habitat dispersé, selon la nouvelle grille communale de densité à sept niveaux définie par l'Insee en 2022.
Elle est située hors unité urbaine. Par ailleurs la commune fait partie de l'aire d'attraction du Havre, dont elle est une commune de la couronne,. Cette aire, qui regroupe 116 communes, est catégorisée dans les aires de 200 000 à moins de 700 000 habitants,.

### Occupation des sols
L'occupation des sols de la commune, telle qu'elle ressort de la base de données européenne d’occupation biophysique des sols Corine Land Cover (CLC), est marquée par l'importance des territoires agricoles (89,2 % en 2018), une proportion sensiblement équivalente à celle de 1990 (90 %). La répartition détaillée en 2018 est la suivante : 
terres arables (81,7 %), zones urbanisées (9,9 %), zones agricoles hétérogènes (7,4 %), forêts (0,9 %), prairies (0,1 %). L'évolution de l’occupation des sols de la commune et de ses infrastructures peut être observée sur les différentes représentations cartographiques du territoire : la carte de Cassini (XVIIIe siècle), la carte d'état-major (1820-1866) et les cartes ou photos aériennes de l'IGN pour la période actuelle (1950 à aujourd'hui).

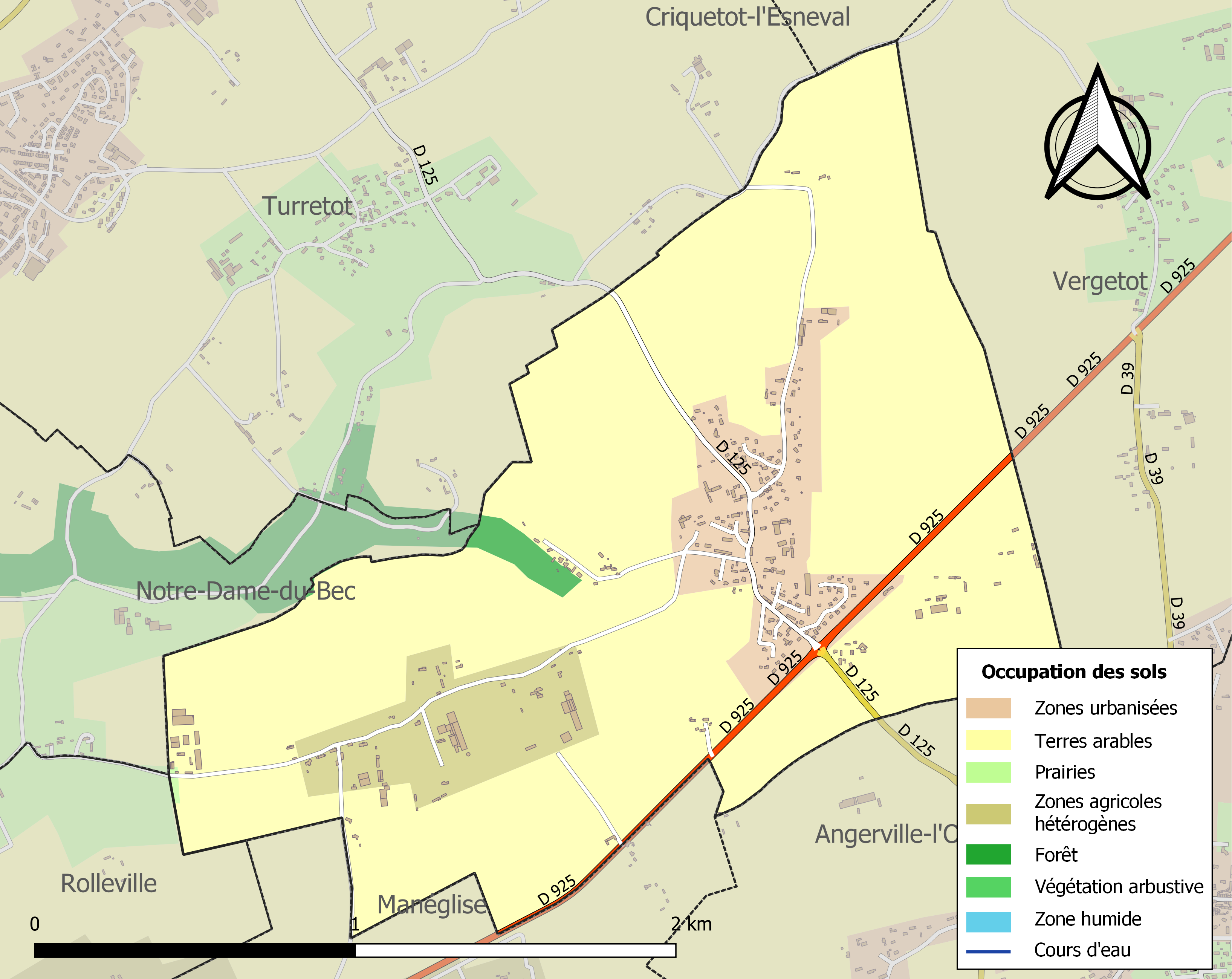
Carte des infrastructures et de l'occupation des sols de la commune en 2018 (CLC).

## Toponymie
Le nom de la localité est attesté sous les formes Hermodi villa fin XIIe siècle ; Hermevillam en 1189 ;  Harmeville vers 1210 ; Hamervilla vers 1240.
Voir Hermanville (Seine-Maritime).

## Politique et administration
| Période                                  | Période                    | Identité         | Étiquette | Qualité                        |
| ---------------------------------------- | -------------------------- | ---------------- | --------- | ------------------------------ |
| Les données manquantes sont à compléter. |                            |                  |           |                                |
| avant 1995                               | ?                          | Marcel Spriet    | DVD       |                                |
| Les données manquantes sont à compléter. |                            |                  |           |                                |
| mars 2001                                | 2014                       | Patrick Guéroult |           |                                |
| 2014                                     | En cours (au 10 août 2020) | Daniel Lemesle   |           | Réélu pour le mandat 2020-2026 |

## Démographie
L'évolution du nombre d'habitants est connue à travers les recensements de la population effectués dans la commune depuis 1793. Pour les communes de moins de 10 000 habitants, une enquête de recensement portant sur toute la population est réalisée tous les cinq ans, les populations de référence des années intermédiaires étant quant à elles estimées par interpolation ou extrapolation. Pour la commune, le premier recensement exhaustif entrant dans le cadre du nouveau dispositif a été réalisé en 2004.

En 2022, la commune comptait 348 habitants, en évolution de −6,2 % par rapport à 2016 (Seine-Maritime : +0,35 %, France hors Mayotte : +2,11 %).
| 1793 | 1800 | 1806 | 1821 | 1831 | 1836 | 1841 | 1846 | 1851 |
| ---- | ---- | ---- | ---- | ---- | ---- | ---- | ---- | ---- |
| 336  | 350  | 359  | 366  | 384  | 332  | 316  | 271  | 300  |

| 1856 | 1861 | 1866 | 1872 | 1876 | 1881 | 1886 | 1891 | 1896 |
| ---- | ---- | ---- | ---- | ---- | ---- | ---- | ---- | ---- |
| 285  | 296  | 305  | 270  | 288  | 250  | 240  | 252  | 245  |

| 1901 | 1906 | 1911 | 1921 | 1926 | 1931 | 1936 | 1946 | 1954 |
| ---- | ---- | ---- | ---- | ---- | ---- | ---- | ---- | ---- |
| 253  | 262  | 280  | 247  | 196  | 200  | 192  | 207  | 203  |

| 1962 | 1968 | 1975 | 1982 | 1990 | 1999 | 2004 | 2006 | 2009 |
| ---- | ---- | ---- | ---- | ---- | ---- | ---- | ---- | ---- |
| 146  | 126  | 239  | 342  | 357  | 372  | 365  | 351  | 374  |

| 2014 | 2019 | 2022 | - | - | - | - | - | - |
| ---- | ---- | ---- | - | - | - | - | - | - |
| 368  | 355  | 348  | - | - | - | - | - | - |

## Culture locale et patrimoine

### Lieux et monuments
- Église Saint-Pierre.
- Le château d'Hermeville date probablement du début du XVIIe siècle. Il a été aménagé et agrandi au XXe siècle pour l'accueil de colonies de vacances[21].

### Héraldique
| Armes de Hermeville | Les armes de la commune de Hermeville se blasonnent ainsi : Écartelé : au 1er de gueules au colombier d’or, au 2e d’azur à la colombe essorante contournée d’argent, au 3e d’azur à l’épée haute d’argent garnie d’or, mise en barre, accompagnée en chef d’un heaume aussi d’argent, au 4e de gueules à la gerbe de blé d’or liée de sable. |